# Ель-Токуйо
Ель-Токуйо (ісп. El Tocuyo) — місто у Венесуелі, у штаті Лара. Населення — 41 000 жителів (2001). Є одним з найстаріших міст Венесуели.

## Клімат
Місто знаходиться у зоні, котра характеризується кліматом тропічних саван. Найтепліший місяць — квітень із середньою температурою 23.5 °C (74.3 °F). Найхолодніший місяць — січень, із середньою температурою 22 °С (71.6 °F).
| Клімат Токуйо           | Клімат Токуйо | Клімат Токуйо | Клімат Токуйо | Клімат Токуйо | Клімат Токуйо | Клімат Токуйо | Клімат Токуйо | Клімат Токуйо | Клімат Токуйо | Клімат Токуйо | Клімат Токуйо | Клімат Токуйо | Клімат Токуйо |
| Показник                | Січ.          | Лют.          | Бер.          | Квіт.         | Трав.         | Черв.         | Лип.          | Серп.         | Вер.          | Жовт.         | Лист.         | Груд.         | Рік           |
| Середній максимум, °C   | 26            | 26,8          | 27            | 27            | 26,4          | 25,7          | 25,9          | 26,1          | 26,2          | 26,4          | 26,1          | 25,9          | 26,3          |
| Середня температура, °C | 22            | 22,8          | 23,1          | 23,5          | 23,4          | 22,9          | 22,7          | 22,9          | 23,3          | 23,2          | 22,7          | 22,2          | 22,9          |
| Середній мінімум, °C    | 14,9          | 15,4          | 15,8          | 17,2          | 17,5          | 17,1          | 17            | 16,8          | 17            | 17,1          | 16,4          | 15,4          | 16,5          |
| Норма опадів, мм        | 28.5          | 29.9          | 34.7          | 123.8         | 196.4         | 202.3         | 156.9         | 131           | 123.1         | 140.2         | 100.2         | 55.3          | 1322.3        |
| Днів з опадами          | 3,8           | 3,1           | 4,3           | 10            | 12,9          | 15,6          | 16,8          | 13,1          | 12,2          | 13,2          | 11,3          | 7,4           | 123,7         |
| Вологість повітря, %    | 75.6          | 73            | 71.6          | 74.6          | 79.4          | 79.5          | 80.5          | 79.8          | 79.4          | 79.9          | 80.6          | 78.3          | 77.7          |
| ----------------------- | ------------- | ------------- | ------------- | ------------- | ------------- | ------------- | ------------- | ------------- | ------------- | ------------- | ------------- | ------------- | ------------- |
| Джерело: Weatherbase    |               |               |               |               |               |               |               |               |               |               |               |               |               |